# Lloyd Bacon
Pour les articles homonymes, voir Bacon.
Lloyd Bacon est un acteur et réalisateur américain, né le 4 décembre 1889 à San José et mort le 15 novembre 1955 à Burbank. Réalisateur prolifique, il est l'auteur de plus de 100 films et a contribué à l'essor du cinéma parlant.

## Biographie

### Jeunesse
Llyod Bacon est né à San Jose en Californie le 4 décembre 1889. Il est le fils de la star de Broadway Frank Bacon (en) (1864-1922) et de l'actrice Jennie Weidman (1867-1956). Bacon a étudié à l'Université de Santa Clara.

### Carrière
Llyod Bacon a commencé sa carrière comme acteur dans les films de Charlie Chaplin et Gilbert M. Anderson et est apparu dans plus de 40 films dans des rôles secondaires. Pas vraiment à l'aise en tant qu'acteur, il est ensuite devenu réalisateur et a dirigé plus de 100 films entre 1925 et 1955. Son premier long métrage est Private Izzy Murphy réalisé en 1926 avec George Jessel et Patsy Ruth Miller. Le film est le premier d'une longue collaboration avec la société de production Warner Bros., où Bacon est un réalisateur prolifique et peu coûteux,.
Il est surtout connu pour avoir réalisé les films classiques 42nd Street, et Prologues en 1933, de Ever Since Eve en 1937, Un meurtre sans importance avec Edward G. Robinson en 1938, Invisible Stripes en 1939 avec George Raft et Humphrey Bogart, Terreur à l'ouest en 1939 avec James Cagney et Humphrey Bogart, Knute Rockne, All American en 1940 avec Pat O'Brien et Ronald Reagan, Convoi vers la Russie en 1943 et J'avais cinq fils en 1944 avec Anne Baxter et Thomas Mitchell.
Après avoir quitté Warner Bros., il rejoint la société de production 20th Century Fox pour laquelle il réalise notamment en 1949 le film Faux Jeu, puis Columbia Pictures avec Le Marchand de bonne humeur et Kill the Umpire en 1950.
Les films de Lloyd Bacon sont de différents genres : western, comédie musicale, comédie, film de gangsters, de crime, drame.
Lloyd Bacon, décédé le 15 novembre 1955 à l'âge de 65 ans d'une hémorragie cérébrale, eut deux épouses, un fils, Frank (1937-2009), et une fille, Betsey. Il est inhumé au Forest Lawn Memorial Park.

## Filmographie partielle

### Comme acteur

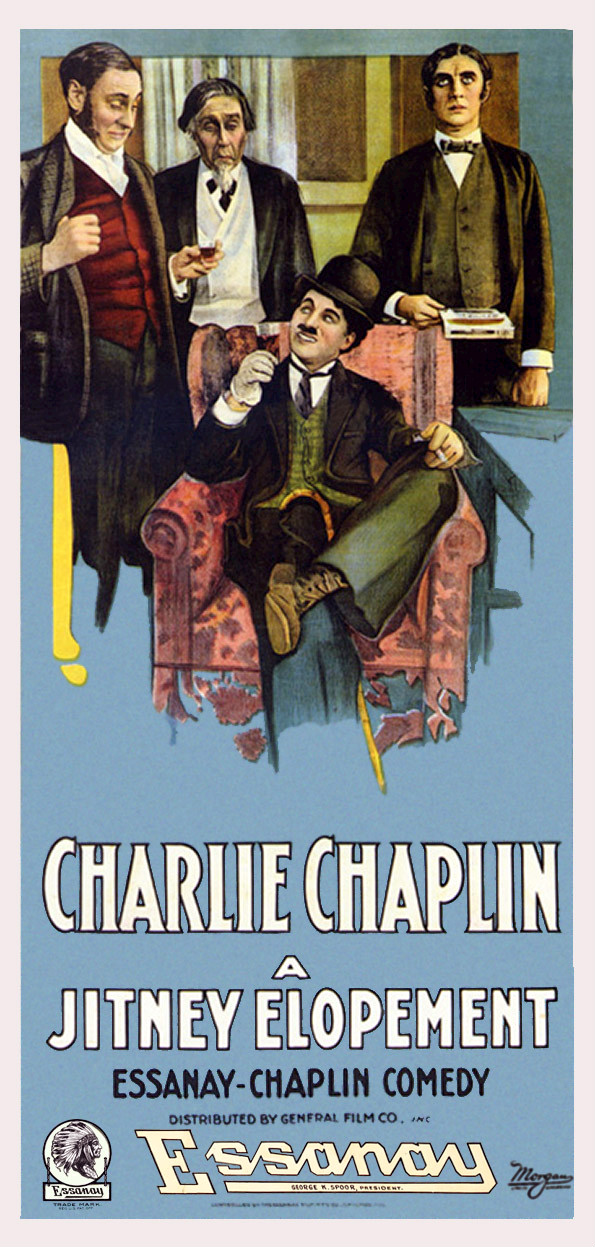
Affiche du film Charlot veut se marier représentant Lloyd Bacon, Ernest Van Pelt, Charlie Chaplin et Leo White, 1915.

- 1915 : A Christmas Revenge (en), de Gilbert M. Anderson : Rival de Billy
- 1915 : Snakeville's Champion, de Wallace Beery : Hotch
- 1915 : The Escape of Broncho Billy, de Gilbert M. Anderson : Le Shérif
- 1915 : The Burglar's Godfather : L'ami de l'escroc
- 1915 : Broncho Billy's Love Affair, de Gilbert M. Anderson
- 1915 : It Happened in Snakeville, de Roy Clements
- 1915 : Charlot au music-hall (A Night in the Show) : Homme au balcon (non crédité)
- 1915 : Charlot dans le parc (In the Park) : Le voleur de portefeuille (non crédité)
- 1915 : Charlot veut se marier (A Jitney Elopement), de Charlie Chaplin : Le jeune majordome
- 1915 : Le Vagabond (The Tramp) : le fiancé de la fille / le deuxième voleur
- 1915 : Charlot boxeur (The Champion), de Charlie Chaplin : 2e partenaire d'entraînement
- 1916 : Charlot patine (The Rink), de Charlie Chaplin
- 1916 : Charlot fait du ciné (Behind the Screen), de Charlie Chaplin
- 1916 : Charlot musicien (The Vagabond), de Charlie Chaplin : L'artiste (non crédité)
- 1916 : Charlot pompier (The Fireman), de Charlie Chaplin : Le père de la fille (non crédité)
- 1916 : Charlot chef de rayon (The Floorwalker), de Charlie Chaplin : Le chef de rayon
- 1917 : Charlot policeman (Easy Street), de Charlie Chaplin : Un drogué (non crédité)
- 1919 : La Caravane (en) (Wagon Tracks) de Lambert Hillyer
- 1921 : The Road Demon  de Lynn Reynolds

### Comme réalisateur

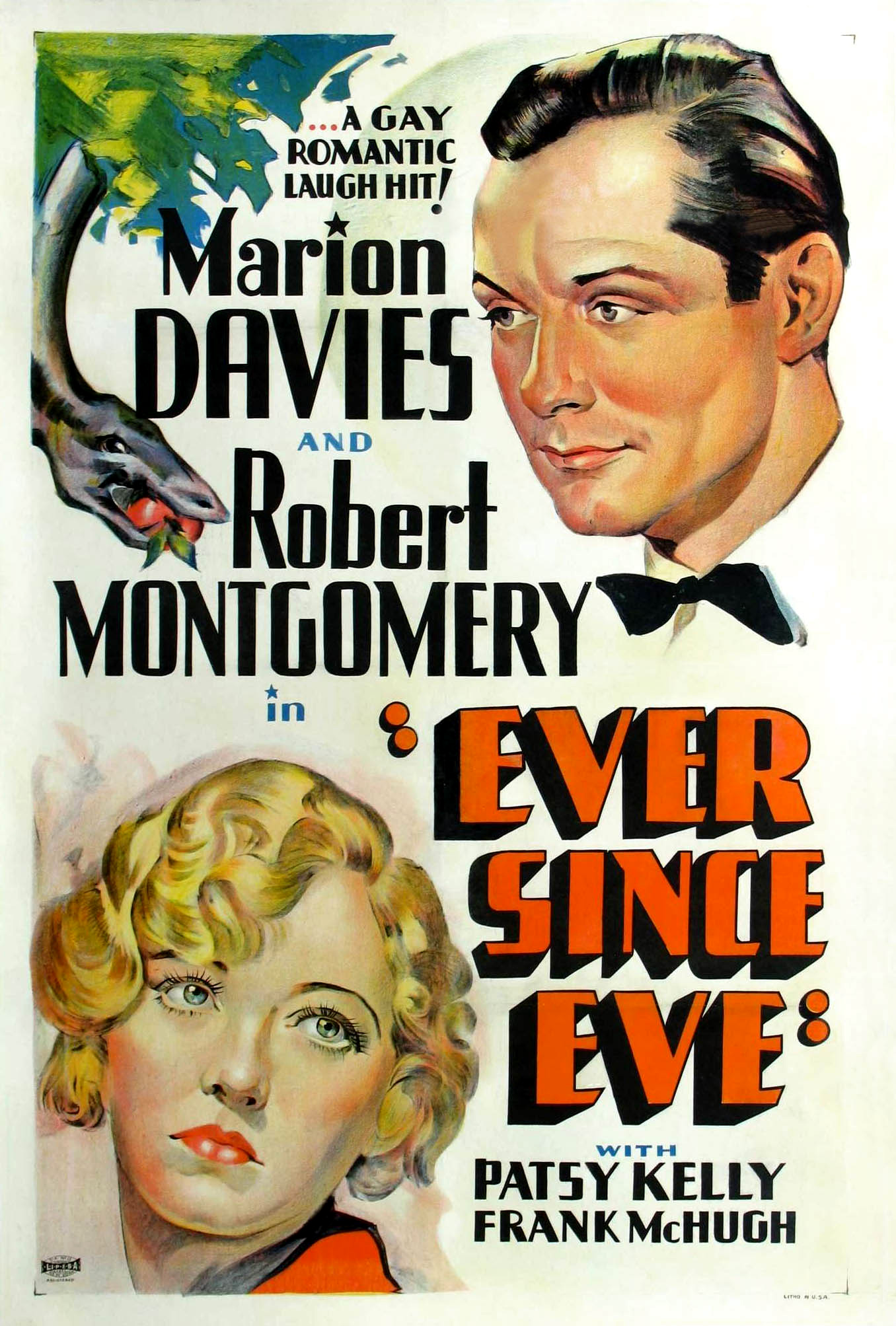
Affiche du film Ever Since Eve réalisé par Lloyd Bacon en 1937.

## Années 1920
- 1926 : Private Izzy Murphy
- 1926 : Broken Hearts of Hollywood
- 1927 : L'Enfer noir (White Flannels)
- 1927 : The Heart of Maryland
- 1927 : A Sailor's Sweetheart
- 1927 : Finger Prints
- 1927 : Brass Knuckles
- 1928 : The Lion and the Mouse
- 1928 : Pay as You Enter
- 1928 : Le Fou chantant (The Singing Fool)
- 1928 : La Candidate (Women They Talk About)
- 1929 : Stark Mad
- 1929 : No Defense
- 1929 : Honky Tonk
- 1929 : Chante-nous ça ! (Say It with Songs)
- 1929 : So Long Letty

## Années 1930
- 1930 : She Couldn't Say No
- 1930 : A Notorious Affair
- 1930 : The Other Tomorrow
- 1930 : Moby Dick (Moby Dick)
- 1930 : The Office Wife
- 1931 : Kept Husbands
- 1931 : Sit Tight
- 1931 : Fifty Million Frenchmen
- 1931 : Gold Dust Gertie
- 1931 : L'Honneur de la famille (Honor of the Family)
- 1932 : Manhattan Parade
- 1932 : Fireman, Save My Child
- 1932 : The Famous Ferguson Case
- 1932 : Miss Pinkerton
- 1932 : À tour de brasses (You Said a Mouthful)
- 1932 : Crooner
- 1933 : Un danger public (Picture Snatcher)
- 1933 : 42e Rue (42nd Street)
- 1933 : Mary Stevens, M.D.
- 1933 : Prologues (Footlight Parade) (co-réalisé avec Busby Berkeley)
- 1933 : L'Irrésistible (Son of a Sailor)
- 1934 : Wonder Bar (co-réalisé avec Busby Berkeley)
- 1934 : A Very Honorable Guy
- 1934 : C'était son homme (He was her man)
- 1934 : Voici la marine (Here Comes The Navy)
- 1934 : La Fine Équipe (6 Day Bike Rider)
- 1935 : Le Bousilleur (Devil Dogs of the Air)
- 1935 : In Caliente
- 1935 : Tête chaude (The Irish in Us)
- 1935 : Le Gondolier de Broadway (Broadway Gondolier)
- 1935 : Émeutes (Frisco Kid)
- 1936 : Héros malgré lui (Sons O'Guns)
- 1936 : Caïn et Mabel (Cain and Mabel)
- 1936 : En parade (Gold Diggers of 1937)
- 1937 : Femmes marquées (Marked Woman)
- 1937 : Bataille de dames (Ever Since Eve)
- 1937 : La Révolte (San Quentin)
- 1937 : Sous-marin D-1 (Submarine D-1)
- 1938 : Un meurtre sans importance (A Slight Case of Murder)
- 1938 : Joyeux Compères (CowBoy from Brooklyn)
- 1938 : Le Vantard (Boy Meets Girl)
- 1938 : Menaces sur la ville (Racket Busters)
- 1939 : Les Ailes de la flotte (Wings of the Navy)
- 1939 : Terreur à l'ouest (The Oklahoma Kid)
- 1939 : Le Vainqueur (Indianapolis Speedway)
- 1939 : Agent double (Espionage Agent)
- 1939 : En surveillance spéciale (Invisible Stripes
- 1939 : A Child Is Born

## Années 1940
- 1940 : Three Cheers for the Irish
- 1940 : L'Étrange Aventure (Brother Orchid)
- 1940 : Knute Rockne, All American
- 1941 : Honeymoon for Three
- 1941 : Des pas dans la nuit (Footsteps in the Dark)
- 1941 : Ma femme se marie demain (Affectionately Yours)
- 1941 : Nuits joyeuses à Honolulu (Navy Blues)
- 1942 : Larceny, Inc.
- 1942 : Wings for the Eagle
- 1942 : La Reine de l'argent (Silver Queen)
- 1943 : Convoi vers la Russie (Action in the North Atlantic)
- 1944 : Sunday Dinner for a Soldier
- 1944 : J'avais cinq fils (The Sullivans)
- 1945 : Capitaine Eddie
- 1946 : Maman déteste la police (Home Sweet Homicide)
- 1946 : Wake Up and Dream
- 1947 : Embrassons-nous (I Wonder Who's Kissing Her Now)
- 1948 : Choisie entre toutes (You Were Meant for Me)
- 1948 : Broadway mon amour (Give My Regards to Broadway)
- 1948 : Tous les maris mentent (An Innocent Affair)
- 1949 : Maman est étudiante (Mother is a Freshman)
- 1949 : Faux Jeu (It Happens Every Spring)
- 1949 : Miss Grain de sel (Miss Grant Takes Richmond)

## Années 1950
- 1950 : Le Marchand de bonne humeur (The Good Humor Man)
- 1950 : Kill the Umpire
- 1950 : En plein cirage (The Fuller Brush Girl)
- 1951 : Aventure à Tokyo (Call Me Mister)
- 1951 : Les Hommes-grenouilles (The Frogmen)
- 1951 : Une fille en or (Golden Girl)
- 1953 : La Folle Aventure (The I Don't Care Girl)
- 1953 : L'aventure est à l'ouest (The Great Sioux Uprising)
- 1953 : Les Yeux de ma mie (Walking My Baby Back Home)
- 1954 : French Line (The French Line)
- 1954 : Belle mais dangereuse (She Couldn't Say No)

## Distinctions
- Mostra de Venise
  - 1934 : nommé pour la Coupe Mussolini dans la catégorie « Meilleur film étranger » pour le film Wonder Bar
  - 1937 : nommé pour la Coupe Mussolini dans la catégorie « Meilleur film étranger » pour le film Femmes marquées
- Walk of Fame : étoile inaugurée le 8 février 1960, 7011 Hollywood Blvd[8]
- National Film Registry, trois films sélectionnés par le National Film Registry pour être conservés à la Bibliothèque du Congrès aux États-Unis pour leur « importance culturelle, historique ou esthétique » :
  - Prologues en 1992[9]
  - Knute Rockne, All American en 1997[9]
  - 42e Rue en 1998[9]